# Салатовый цвет

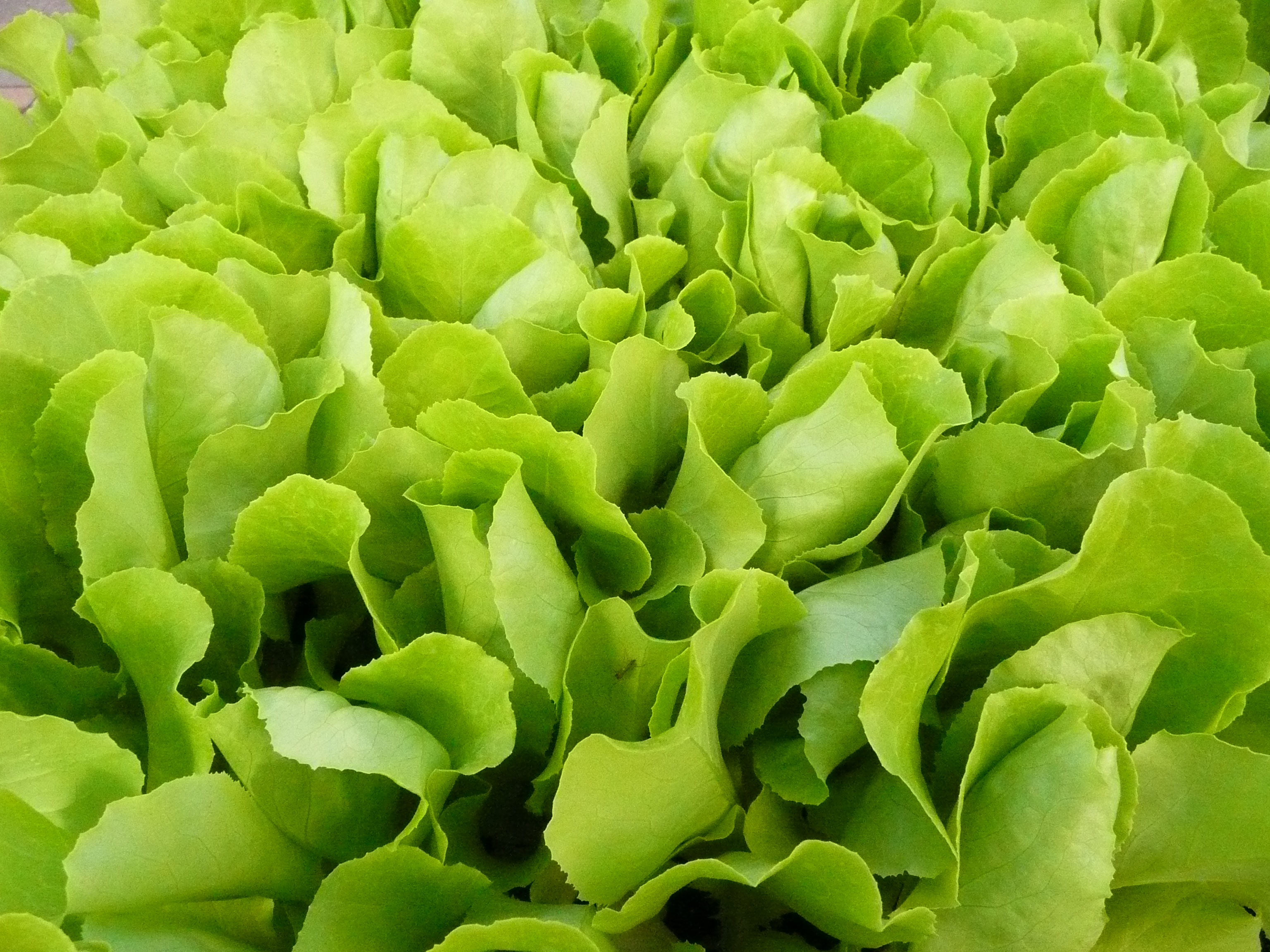
Салат

Салатовый (светло-зелёный) — цвет с длиной волны 565 нм, один из вспомогательных цветов, комплементарен к пурпурно-лиловому. В рисовании салатовый цвет получают смешением жёлтого и зелёного.

## Влияние цвета на человека
Учёные из Института возрастной физиологии РАО провели эксперимент по изучению влияния цвета на нервную систему дошкольников, в ходе которого детям 5—6 лет предлагали поиграть в обучающие компьютерные игры, различавшиеся только цветом фона — салатовый, синий, чёрный и серо-фиолетовый, после чего оценивалось состояние детей.
Подходящим цветом оказался только салатовый: 8 из 9 показателей состояния организма ребёнка после работы за компьютером остались неизменными или улучшились. Остальные цвета не шли детям на пользу: в 14—25 % случаев отмечалось ухудшение состояния центральной нервной системы, в 31—40 % — умственное утомление.